# توسعه اقتصادی در هند
توسعه اقتصادی در هند دنباله رو و الهام گرفته از سیاست سوسیالیستی در تاریخ استقلال کشور از جمله مالکیت دولتی در بسیاری از بخش‌ها می‌باشد. درآمد سرانه هند تنها در سه دهه پس از استقلال در حدود ۱٪ افزایش یافته‌است. از اواسط دهه ۱۹۸۰، هند به آرامی بازارهای خود را از طریق آزادسازی اقتصادی باز کرد. پس از اصلاحات بنیادی تر از سال ۱۹۹۱ و تجدید آنها در سال ۲۰۰۰، هند پیشرفت شگرفی در اقتصاد بازار آزاد کرده‌است.
رشد اقتصادی در هند بیشتر ناشی از گسترش خدمات است که به‌طور مداوم سریعتر از سایر بخش‌ها رشد می‌کند. می‌شود استدلال کرد که الگوی توسعه هند به‌طور خاصی بوده‌است و شاید کشور قادر شود که فاز رهبری صنعتی و میانجی را در تغییر ساختار اقتصادی کنار بگذارد. البته نگرانی‌های جدی در خصوص ماهیت بیکاری ناشی از رشد اقتصادی نیز مطرح شده‌است. عملکرد مطلوب اقتصاد کلان برای کاهش قابل توجه فقر در میان جمعیت هند شرط لازم است ولی کافی نیست. نرخ کاهش فقر در دوره پس از اصلاحات از سال ۱۹۹۱ بالاتر نبوده‌است. پیشرفت‌های برخی دیگر از ابعاد غیر اقتصادی در توسعه اجتماعی حتی کمتر از مطلوب بوده‌است. مثال برجسته سطح سوءتغذیه کودکان فوق‌العاده بالا و پایدار است (۴۶٪ در سال ۲۰۰۵–۲۰۰۶).
پیشرفت اصلاحات اقتصادی در هند در جهان از نزدیک دنبال می‌شود. مهمترین اولویت‌های پیشنهادهای بانک جهانی شامل اصلاحات بخش دولتی، زیرساخت‌ها، توسعه کشاورزی و روستایی، حذف قوانین دست و پاگیر کار، اصلاحات در کشورهای عقب مانده و البته ایدز می‌باشد. برای سال ۲۰۱۷، هند در فهرست شاخص آسانی انجام کسب‌وکار در رتبه ۱۰۰ قرار گرفته‌است. بر اساس شاخص جهانی آزادی اقتصادی رتبه‌بندی سالیانه برای آزادی اقتصادی کشورها، هند رتبه ۱۲۳ را داشته که با چین و روسیه قابل مقایسه است که در سال ۲۰۱۴ به ترتیب در رتبه‌های ۱۳۸ و ۱۴۴ بودند. در اواسط قرن، تولید ناخالص داخلی هند حدود ۴۸۰ میلیارد دلار بود که با افزایش اصلاحات اقتصادی، تولید ناخالص داخلی هند پنج برابر شده و در سال ۲۰۱۵ به ۲٫۲ تریلیون دلار می‌رسد (براساس تخمین‌های صندوق بین‌المللی پول).

## نرخ رشد تولید ناخالص داخلی
از زمان آزادسازی اقتصادی سال ۱۹۹۱، تولید ناخالص داخلی هند در حال افزایش است.
| Year | Growth (real) (%) |
| ---- | ----------------- |
| ۲۰۰۰ | ۵٫۶               |
| ۲۰۰۱ | ۶٫۰               |
| ۲۰۰۲ | ۴٫۳               |
| ۲۰۰۳ | ۸٫۳               |
| ۲۰۰۴ | ۶٫۲               |
| ۲۰۰۵ | ۸٫۴               |
| ۲۰۰۶ | ۹٫۲               |
| ۲۰۰۷ | ۹٫۱               |
| ۲۰۰۸ | ۷٫۴               |
| ۲۰۰۹ | ۷٫۴               |
| ۲۰۱۰ | ۷٫۱               |
| ۲۰۱۱ | ۶٫۸               |
| ۲۰۱۲ | ۶٫۵               |
| ۲۰۱۳ | ۵٫۱               |
| ۲۰۱۴ | ۶٫۹               |
| ۲۰۱۵ | ۷٫۳               |
| ۲۰۱۶ | ۸٫۰               |

## شرکت‌ها
۴۷ شرکت هندی در فهرست فوربز جهانی ۲۰۰۰ سال ۲۰۱۵ لیست شده‌اند. ده شرکت بزرگ به شرح زیر هستند:
| رتبه جهانی | شرکت                       | لوگو                     | صنعت             | درآمد (میلیارد دلار) | سود (میلیارد دلار) | دارایی‌ها (میلیارد دلار) | ارزش بازار (میلیارد دلار) |
| ---------- | -------------------------- | ------------------------ | ---------------- | -------------------- | ------------------ | ----------------------- | ------------------------- |
| 142        | ریلاینس                    |                          | عملیات نفت و گاز | ۷۱٫۷                 | ۳٫۷                | ۷۶٫۶                    | ۴۲٫۹                      |
| 152        | بانک مرکزی هند             | State Bank of India logo | بانکداری         | ۴۰٫۸                 | ۲٫۳                | ۴۰۰٫۶                   | ۳۳                        |
| 183        | شرکت نفت و گاز طبیعی       |                          | عملیات نفت و گاز | ۲۸٫۷                 | ۴٫۴                | ۵۹٫۳                    | ۴۳٫۷                      |
| 263        | تاتا موتورز                |                          |                  | ۴۲٫۳                 | ۲٫۷                | ۳۴٫۷                    | ۲۸٫۸                      |
| 283        | آی‌سی‌آی‌سی‌آی بانک            |                          | بانکداری         | ۱۴٫۲                 | ۱٫۹                | ۱۲۴٫۸                   | ۳۰                        |
| 431        | نشنال ترمال پاور کورپوریشن |                          |                  | ۱۲٫۹                 | ۱٫۹                | ۳۵٫۴                    | ۲۰٫۲                      |
| 463        | تاتا استیل                 |                          | مواد اولیه       | ۳۲٫۷۷                | ۳٫۰۸               | ۳۱٫۱۶                   | ۲٫۴۶                      |
| 349        | شرکت نفت هند               |                          | عملیات نفت و گاز | ۷۴٫۳                 | ۱٫۲                | ۴۴٫۷                    | ۱۴٫۶                      |
| 485        | اچ‌دی‌اف‌سی بانک              |                          | بانکداری         | ۸٫۴                  | ۱٫۴                | ۸۴٫۳                    | ۴۱٫۶                      |
| 485        | TCS                        |                          | فناوری اطلاعات   | ۱۵٫۱                 | ۳٫۵                | ۱۱                      | ۸۰٫۳                      |